# Осман Чавес
Осман Чавес (ісп. Osman Chávez, нар. 29 липня 1984, Санта-Фе) — гондураський футболіст, захисник китайського клубу «Циндао Чжуннен» та національної збірної Гондурасу.

## Клубна кар'єра
У дорослому футболі дебютував 2004 року виступами за команду клубу «Депортіво Платенсе», в якій провів три сезони, взявши участь у 79 матчах чемпіонату.
Згодом з 2007 по 2010 рік грав у складі команд клубів «Мотагуа» та «Депортіво Платенсе».
Своєю грою за останню команду привернув увагу представників тренерського штабу польської «Вісли» (Краків), до складу якої приєднався 2010 року. Відіграв за команду з Кракова наступні чотири сезони своєї ігрової кар'єри.
До складу клубу «Циндао Чжуннен» приєднався на умовах оренди на початку 2014 року.

## Виступи за збірну
2008 року дебютував в офіційних матчах у складі національної збірної Гондурасу. Наразі провів у формі головної команди країни 52 матчі.
У складі збірної був учасником трьох розіграшів Золотого кубка КОНКАКАФ: 2009 року, 2011 року та 2013 року. Брав участь у фінальній частині чемпіонату світу 2010 року у ПАР.
Включений до складу збірної для участі у фінальній частині чемпіонату світу 2014 року у Бразилії.

## Титули і досягнення
- Переможець Центральноамериканського кубка: 2011